# Национални парк Кереш-Марош
Национални парк Кереш-Марош (мађ. Körös–Maros Nemzeti Park) је један од 10 националних паркова у Мађарској (површине 501.34 km2), који се налази у жупанији Бекеш, у Великој јужној равници. Парк је настао 1997. године ради заштите птица
Парк спроводи задатак јединственог управљања очувањем природе подручја јужне велике равнице. Оперативна област њене дирекције обухвата подручје жупаније Бекеш, подручја жупаније Чонград-Чанад источно од реке Тисе, и делове равнице Девавањаи-Ечег и поплавне равнице Кереш у жупанији Јас-Нађкун-Солнок. Подручје се може поделити на два дела која се јасно разликују један од другог по својој природи: Керешвидек и Бекеш-Чанадски лесни гребен. Њено седиште је у Сарвашу. Приоритетни задатак Националног парка је одржавање популација трансилванског шаша (Adonis transsylvanica) и Salvia nutans, који се могу наћи само на овом месту.
Национални парк Кереш-Марош има низ региона као што су мочвара Киш-Шарет, Фашпуста, Магор-пуста или Кардошкути Фехерто. Поседује резерват дропље основан 1975. Највећи градови у области су Сарваш и Девавања.
Велика јата птица која се могу видети током јесење сеобе на језеру Фехер у близини Кардошкута. Језеро се користи као одмориште и гнездилиште десетина хиљада ждралова и дивљих патака. Резерват у Девавања је уточиште за велику дропљу, ноја из мађарске пусте.